# Cyathopharynx furcifer
Рід Cyathopharynx є монотиповим
родом риб родини цихлові, складається лише з виду Cyathopharynx furcifer (Boulenger 1898) . Мешкає в озері Танганьїка.